# Associação de Basquete Cearense
Solar Cearense o Associação de Basquete Cearense è una società cestistica avente sede a Fortaleza, nel Ceará, in Brasile.